# WayV

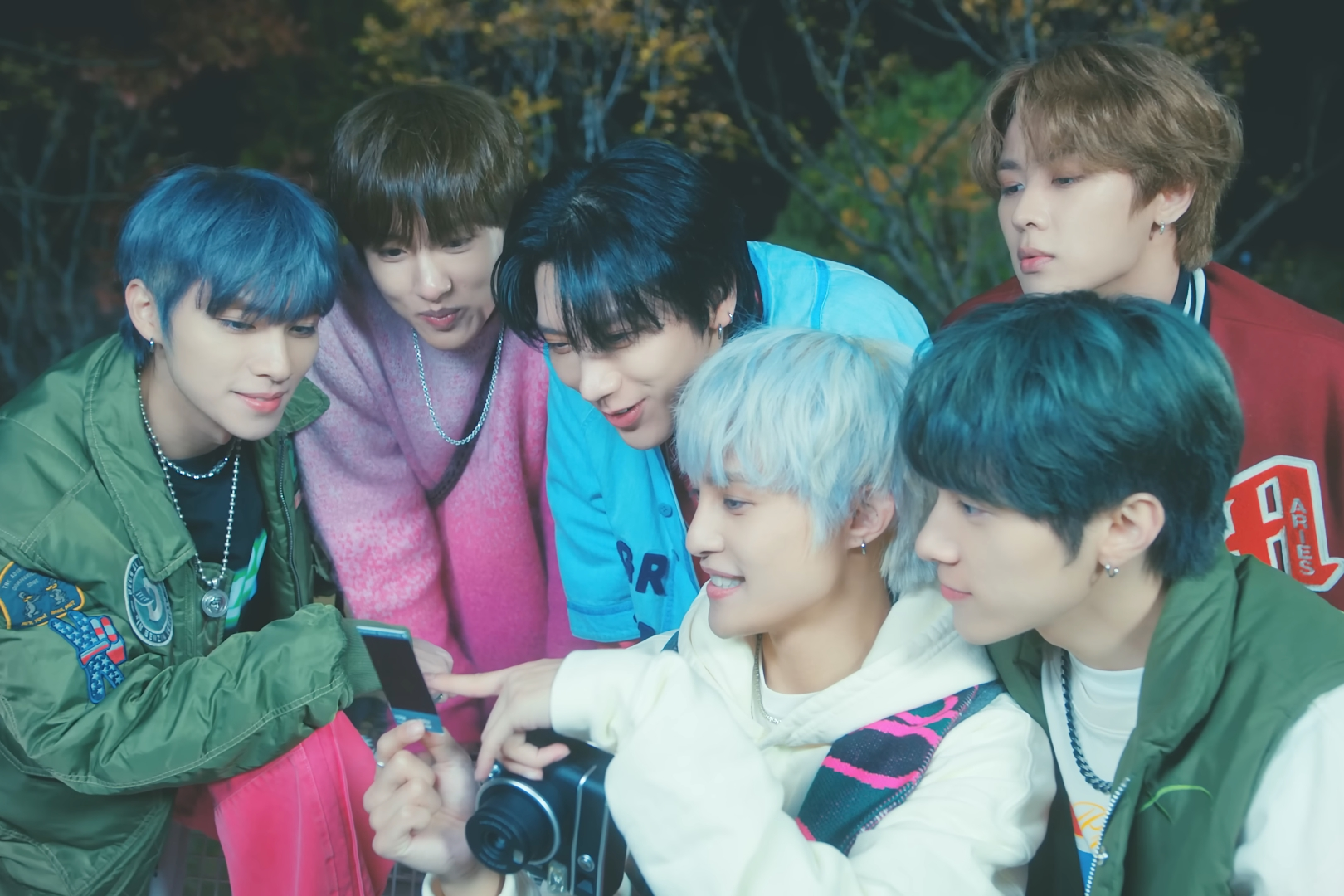
WayV durante as gravações da bside "Good Life"

WayV (em chinês:  威神V, WeiShen V) é um grupo masculino chinês, que serve como quarta subunidade oficial e subunidade chinesa do grupo masculino sul-coreano NCT. O grupo, composto por seis membros – Kun, Ten, Winwin, Xiaojun, Hendery, Yangyang e seu ex membro Lucas Wong– teve sua estreia em janeiro de 2019 com o lançamento do single álbum The Vision.
Eles ganharam o prêmio de Melhor Novo Artista Asiático no Mnet Asian Music Awards 2019. Em 2020, o grupo lançou seu primeiro álbum de estúdio, intitulado Awaken the World.

## História

### 2016–2020: Formação, primeiros lançamentos eAwaken the World
Em janeiro de 2016, o fundador da SM Entertainment, Lee Soo-man, realizou uma conferência de imprensa no SM Coex Artium intitulada "SMTOWN: Neo Culture Technology 2016" falando sobre os planos da agência para um novo grupo masculino de acordo com a sua "estratégia de conteúdos de cultura" que seria estrear diferentes equipes baseadas em diferentes países ao redor do mundo. O grupo chamado NCT estreou em abril do mesmo ano, com a subunidade NCT U.
WayV foi anunciado pela primeira vez em agosto de 2018, sob o nome do projeto, NCT China. Foi confirmado que seu nome oficial e a estreia seriam revelados no final de 2018. Em 15 de outubro, a SM anunciou que o grupo iria estrear com uma formação totalmente chinesa em novembro de 2018, com promoções no mercado chinês a partir de 2019. Em 31 de dezembro de 2018, foi revelado que o grupo se chamaria WayV, e sua formação composta por Kun, Ten, Winwin, Lucas, Xiaojun, Hendery e Yangyang. Sendo que os quatro primeiros já haviam estreado como membros do NCT, anteriormente, e os três últimos pertenciam apenas ao SM Rookies. O grupo gerenciada pela Label V, um selo chinês que colabora com a produção da SM, estreou oficialmente em 17 de janeiro de 2019 com o lançamento do single álbum digital The Vision, juntamente com o lead single "Regular", além das faixas "Come Back" e "Dream Launch". O single "Regular" estreou na 9ª posição do QQ Music, um dos maiores gráficos musicais da China. Além de ocupar a terceira posição no World Digital songs da Billboard, e vender 1 mil cópias nos Estados Unidos em sua primeira semana. Ainda em janeiro, grupo apareceu como convidados no programa All For One (以团之名).
Em 1 de maio, WayV anunciou o lançamento de seu primeiro extended play, Take Off, para 9 de maio de 2019 contendo seis faixas, incluindo o lead single de mesmo nome. Em 20 de setembro de 2019, foi anunciado na conta oficial do WayV no Twitter que o nome de fandom do grupo seria "WayZenNi". Em 29 de outubro de 2019, o grupo lançou seu segundo EP, Take Over the Moon, acompanhado do vídeo musical do lead single "Moonwalk". Eles se tornaram o primeiro e único grupo chinês a estrear dois álbuns em #1 na parada mundial de álbuns do iTunes. Um dia após o lançamento do EP, o grupo fez sua estreia oficial na televisão sul-coreana, se apresentando no Show Champion da MBC Music. A versão em inglês da música "Love Talk", foi lançada como segundo single do EP em 5 de novembro de 2019. O grupo posteriormente fez uma turnê promocional na China, Coreia do Sul e Tailândia.
O grupo lançou uma versão especial do EP Take Over the Moon, intitulada Take Over the Moon - Sequel, em 13 de março de 2020, incluindo uma versão em inglês de "Love Talk" e uma faixa de monólogo. O WayV foi o segundo grupo da SM Entertainment a realizar um concerto online ao vivo, em uma série de concertos organizados em conjunto pela SM Entertainment e Naver no serviço de streaming de concertos ao vivo "Beyond LIVE", realizado 3 de maio.
Em 9 de junho de 2020, o septeto lançou seu primeiro álbum de estúdio, Awaken the World, composto por 10 músicas. O álbum foi precedido por um jogo online projetado para smartphones, desafiando os jogadores a desbloquear imagens teaser de cada membro. Além disso, os vídeos individuais dos membros foram lançados em diferentes plataformas. Awaken the World acabou sendo lançado nessa data apenas em formato digital, devido a erros de produção em sua versão física. A produção do álbum contou com a participação de Yoo Young-jin, Moonshine, DEEZ, Mike Daley e LDN Noise. O lead single do álbum, "Turn Back Time", é uma música do gênero Urban Trap com um baixo forte, e letras que mostram a ambição do WayV de avançar para um cenário mundial ainda maior. O álbum estreou na nona posição na parada da Billboard World Albums, e com "Turn Back Time", fazendo uma primeira aparição na parada de vendas de músicas digitais da Billboard World ocupando a 12ª posição. Após o seu lançamento, WayV ganhou sua primeira entrada no top-três no UNI Chart da Tencent Music (anteriormente conhecido como Yo! Bang) e também ocupou a mesma posição na parada oficial de álbuns da Coreia do Sul. Awaken the World tornou-se o primeiro lançamento do grupo nas paradas musicais japonesas, aparecendo tanto na Billboard Japan Hot Albums quanto na Oricon Weekly Albums Chart. Posteriormente, o grupo lançou uma versão coreana de "Turn Back Time" digitalmente com um videoclipe semelhante.
Em 29 de junho de 2020, uma versão em inglês da faixa "Bad Alive" foi lançada como single digital. O single conseguiu ficar em primeiro lugar na parada de vendas digitais diárias da QQ Music e ganhou a certificação de ouro horas depois de ser lançado. A canção finalmente ficou em sexto lugar no gráfico semanal. O WayV participou do projeto NCT 2020 do NCT, combinando os membros do WayV com membros de outras subunidades do NCT. O grupo lançou o álbum NCT 2020 Resonance Pt. 1 em 12 de outubro, marcando a primeira promoção oficial do WayV como uma subunidade do NCT e a introdução oficial de Xiaojun, Hendery e Yangyang como membros NCT. Para o álbum, WayV gravou a música "Nectar (月之迷)" que estreou como número doze no UNI Chart.

### 2021–presente: Sucesso continuo
Em 10 de março de 2021, o WayV lançou seu terceiro EP, Kick Back, com o single principal de mesmo nome. Após seu lançamento,  Kick Back  alcançou a posição de número um do iTunes em 25 países. Seguindo o sucesso de seu álbum anterior no Japão, Kick Back fez sua estreia nas paradas Oricon Albums Chart e Billboard Japan Hot Albums, ambas no número trinta e cinco, em seguida, atingiu o pico no gráfico da Oricon no número treze. O EP se tornou o primeiro álbum do grupo número um no Gaon Album Chart, além de vender mais de 220 mil cópias em seu primeiro mês.
Em 21 de junho de 2021, foi anunciado que o WayV participaria da trilha sonora do drama chinês Falling Into Your Smile (你 微笑 时 很美) com a canção intitulada "Everytime", lançada em 23 de junho.
Os membros do WayV participaram da promoção do terceiro álbum de estúdio do NCT, Universe, lançado em 14 de dezembro de 2021. O grupo gravou a música em inglês "Miracle" para o álbum. Lucas e Winwin não participaram do álbum, depois que Lucas foi suspenso de qualquer atividade promocional devido a controvérsia de gaslighting, e Winwin havia estabelecido um estúdio pessoal na China.
WayV estava programado para lançar seu quarto EP, Phantom, em 9 de dezembro de 2022. No entanto, a Label V anunciou que o lançamento seria adiado após o falecimento do ex-presidente da China Jiang Zemin. Em 8 de dezembro, o grupo confirmou que o EP seria lançado em 28 de dezembro. Composto por seis novas faixas e duas canções de subunidades lançadas anteriormente, é o primeiro álbum a apresentar o grupo como um sexteto.

## Subunidades
Em junho de 2021, a SM Entertainment formou a primeira subunidade do grupo chamada WayV-Kun & Xiaojun, composta pelos membros Kun e Xiaojun. A subunidade estreou com o lançamento de um single álbum de balada pop intitulado Back to You, composto por 3 faixas, no dia 16 de junho. Em agosto, Ten e Yangyang formaram uma segunda subunidade chamada WayV-Ten & Yangyang e lançaram um single de estreia de hip-hop intitulado "Low Low", em 17 de agosto. A terceira subunidade, chamada WayV-Lucas & Hendery, composta por Lucas e Hendery, tem sua estreia marcada para 25 de agosto com o lançamento do single "Jalapeño". No entanto, após uma polêmica envolvendo relacionamentos anteriores de Lucas, a SM Entertainment e Label V anunciaram que o lançamento, assim como suas promoções, foram adiados.

## Integrantes
Todos os membros do WayV fizeram parte do SM Rookies, um grupo de pré-estreia de trainees da SM Entertainment.
- Kun (錕, 钱锟)[72] – Líder, vocalista principal e rapper de apoio.[73][25]
- Ten (李永钦)[74][72] – Dançarino principal, visual, vocalista principal e rapper de apoio.[73][25]
- Winwin (昀昀, 董思成)[75] – Dançarino líder, rapper líder,[26] vocalista de apoio e visual.[73][25]
- Xiaojun (肖俊, 肖德俊)[76] – Vocalista principal e rapper de apoio.[73][25]
- Hendery (黄冠亨)[76] – Rapper principal, dançarino líder, vocalista de apoio e visual.[73][25]
- Yangyang (刘扬扬)[76] – Rapper principal, dançarino principal e vocalista de apoio.[73][25]

## Discografia
| Álbuns de estúdio - Awaken the World (2020) - "On My Youth" (2023) | Extended plays - Take Off (2019) - Take Over The Moon (2019) - Kick Back (2021) - Phantom (2022) - "Give Me That" (2024) |

## Filmografia
| Título      | Ano  | Notas                                                   | Ref.          |
| ----------- | ---- | ------------------------------------------------------- | ------------- |
| Dream Plan  | 2019 | Membros regulares                                       | [ 77 ] [ 78 ] |
| WayVision   | 2020 | Produzido na Coreia do Sul                              | [ 79 ]        |
| WayVision 2 | 2021 | Produzido na Coreia do Sul, tema de esportes de inverno | [ 80 ]        |

## Prêmios e indicações
| Ano  | Prêmiação                    | Categoria                                      | Nominado    | Resultado | Ref.          |
| ---- | ---------------------------- | ---------------------------------------------- | ----------- | --------- | ------------- |
| 2019 | 21st Mnet Asian Music Awards | Best New Asian Artist                          | WayV        | Venceu    | [ 81 ]        |
| 2020 | 5th Asia Artist Awards       | Asia Celebrity Award (Music)                   | WayV        | Venceu    | [ 82 ] [ 83 ] |
| 2020 | 5th Asia Artist Awards       | U+IdolLive Popularity Award – Male Group       | WayV        | Indicado  | [ 84 ]        |
| 2020 | 5th Asia Artist Awards       | AAA Japan Popularity Award – Idol Group (Male) | WayV        | Indicado  | [ 85 ]        |
| 2020 | 32nd Mnet Asian Music Awards | Favorite Asian Artist                          | WayV        | Venceu    | [ 86 ]        |
| 2021 | Asian Pop Music Awards       | Best Dance Performance (Chinese)               | "Kick Back" | Venceu    | [ 87 ]        |
| 2021 | Asian Pop Music Awards       | Best Group (Chinese)                           | WayV        | Indicado  | [ 88 ]        |
| 2021 | Asian Pop Music Awards       | People's Choice Award                          | "Kick Back" | Venceu    | [ 87 ]        |
| 2021 | Asian Pop Music Awards       | Top 20 Albums of the Year (Chinese)            | Kick Back   | Venceu    | [ 87 ]        |
| 2021 | 30th Seoul Music Awards      | Fan PD Artist Award                            | WayV        | Indicado  | [ 89 ]        |
| 2021 | Sohu Fashion Festival        | Most Popular Group of the Year                 | WayV        | Indicado  | [ 90 ]        |